# Aimeliik

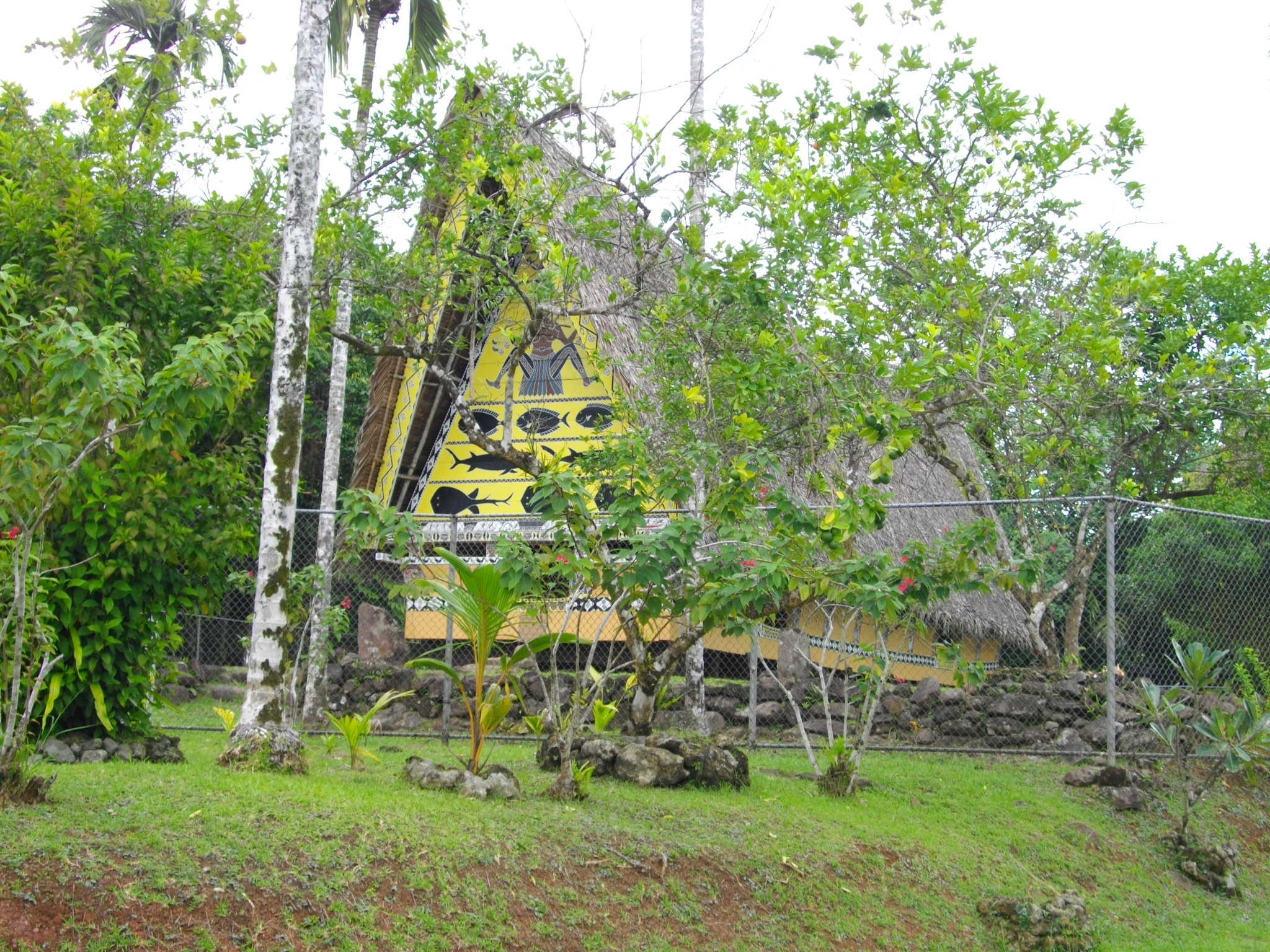
Traditionelles Haus in Aimeliik

Aimeliik ist ein administrativer „Staat“ (eine Verwaltungseinheit) der westpazifischen Inselrepublik Palau, der sich im Südwesten der Hauptinsel Babeldaob befindet. Hauptort des Verwaltungsgebietes ist Mongami. Der aus den Dörfern (hamlets) Imul, Ngerkeai, Chelechui (Elechui), Ngchemiangel und Medorm bestehende palauische Teilstaat hat 363 Einwohner (Stand 2020) und eine Landfläche von 37 km².
Die Landschaft wird überwiegend von Gebirgsland und Dschungel geprägt. Aimeliik grenzt südöstlich an das Verwaltungsgebiet Airai und nordöstlich an Ngatpang.